# Asiento
Asiento eller assiento var ett fördrag mellan spanska kronan och en juridisk person om ensamrätt på handel med en viss produkt. Vanligen hade betydelsen asiento de negros, en överenskommelse varigenom en annan makt fick rättighet att under vissa villkor ensam införa afrikanska slavar till Spaniens amerikanska kolonier.

## Brittiskt monopol
Efter att först ha tillhört genovesarna och portugiserna överläts denna "asiento-handel" 1701 av Filip V i Spanien åt det franska Guinea-kompaniet (vilket från denna tid även kallades "asiento-kompaniet"). Genom freden i Utrecht 1713 överflyttades monopolet på 30 år till England och det engelska Söderhavskompaniet (South Sea Company).

## Handel, smuggling och krig
Det märkligaste i detta asiento-fördrag var en tillåtelse för kompaniet att jämte 4 800 slavar årligen sända ett "asiento-skepp" med 500 tons varor till samma ort till vilken slavarna infördes. Därigenom mildrades det stränga handelsmonopol som Spanien upprätthållit i sina kolonier, och genom omfattande smugglerier lyckades England ytterligare väsentligt öka sina handelsförbindelser med de spanska kolonierna. Detta framkallade redan 1739, före de 30 årens slut, krig mellan engelsmän och spanjorer, Kriget om Jenkins öra. Vid freden i Aachen 1748 överlämnades asiento-rätten ännu på fyra år åt Söderhavskompaniet, som dock redan 1750 avstod den åt Spanien mot en ersättning av 100 000 pund sterling.